# DVB-C
数字有线视频广播（英語：Digital Video Broadcasting - Cable, DVB-C）为有线数字电视的欧洲标准（DVB），用于利用同轴电缆传送数字电视节目。该系统使用带有纠错码的正交幅度调制传输MPEG-2/MPEG-4标准数字音频/数字视频流。该标准于1994年由欧洲电信标准协会颁布，不久后成为欧洲、亚洲和南美洲使用最广泛的有线数字电视标准。它部署在全球范围内的大多数有线电视网与SMATV系统中。

## 技术说明

### DVB-C广播器材
参考上图，下文是对单个处理器的简短描述。

DVB-C传输系统方案

- 源编码和 MPEG-2多路复用：音视频和数据流被多路复用为MPEG节目流。单组或多组MPEG-PS结合在一起形成一个MPEG传输流。这是由家用机顶盒或相关的可集成解码器（如Conax）模块。传输的MPEG-2允许的比特率取决于多种调制参数：它的有效范围约在6~64Mbit/s左右（完整列表参见下图）。
- 多路复用兼容和能量分散：系统将MPEG-TS识别为固定长度（188字节）的数据包序列。使用能量分散技术，字节序列经过去相关。
- 外部编码：对传输的数据应用一级保护，使用非二进制分组码、 里德-所罗门码RS (204, 188) 代码，每188字节最多可纠正八处错误字节包。
- 外部交错复用器：交错复用用于重排传输的数据列，对长序列错误将更加坚固。
- 字节/M-元组转换：数据字节被编码为位m元组（m等于4到8之间的整数）
- 差分编码：为取得旋转不变星座图，本单元应对每个符号的两个最高有效位进行差分编码。
- QAM映射：将比特序列映射成复数符号的基带数字序列。有 5 种允许的调制模式：16-QAM、32-QAM、64-QAM、128-QAM、256-QAM。
- 基带整形：通过升余弦整形滤波器对QAM信号进行滤波，以消除接收端的串扰。
- 数模转换器和前端：数字信号通过數位類比轉換器转换成模拟信号，再经由射频前端调为射频。

| 调制    | 带宽 (MHz) | 带宽 (MHz) | 带宽 (MHz) | 带宽 (MHz) | 带宽 (MHz) |
| 调制    | 2          | 4          | 6          | 8          | 10         |
| ------- | ---------- | ---------- | ---------- | ---------- | ---------- |
| 16-QAM  | 6.41       | 12.82      | 19.23      | 25.64      | 32.05      |
| 32-QAM  | 8.01       | 16.03      | 24.04      | 32.05      | 40.07      |
| 64-QAM  | 9.62       | 19.23      | 28.85      | 38.47      | 48.08      |
| 128-QAM | 11.22      | 22.44      | 33.66      | 44.88      | 56.10      |
| 256-QAM | 12.82      | 25.64      | 38.47      | 51.29      | 64.11      |

### DVB-C接收器材
接收机顶盒采用的技术与传输中使用的技术是双重的。
- 前端和模数转换器：使用類比數位轉換器将模拟射频信号转换为基带并后转为数字信号。
- QAM解调
- 均衡化
- 差分解码
- 外交错
- 外解码
- 多路复用适配
- MPEG-2解复用和源解码
- 可编程传输流

## DVB-C2
2008年2月18日，欧洲电信标准协会宣布将在年内制定DVB-C2标准并开始“技术征集”。包括模拟程序和专利权信息在内的提案可在当年6月16日前提交。
通过使用当时最先进的编码和调制技术，DVB-C2在相同条件下预计可提供叫此前高出三成的频谱效率，并且对HFC网络的优化预计可使下行信道容量增益超六成。
DVB-C2标准最终于2009年4月获得数字视频广播指导委员会批准。
在DVB-C2模式下，单个八兆赫兹的物理频道在使用4096-QAM时比特率可达83.1Mbit/s；未来的改进将兼容16384-QAM和65536-AQAM调制，届时每一个物理频道的比特率可达97Mbit/s和110.8Mbit/s。
下表为DVB-C2与DVB-C的区别：
|                      | DVB-C              | DVB-C2                                                                     |
| -------------------- | ------------------ | -------------------------------------------------------------------------- |
| 输入界面             | 单传输流           | 多传输流和通用流封装                                                       |
| 模式                 | 恒定编码和调制     | 可变编码和调制以及自适应编码和调制                                         |
| 前向纠错             | 里德-所罗门码      | 低密度奇偶檢查碼 + BCH码 1/2、2/3、3/4、3/5、4/5、5/6、6/7、7/8、8/9、9/10 |
| 调制                 | 单载波正交幅度调制 | 绝对正交频分复用                                                           |
| 调制模式             | 16-QAM~256-QAM     | 16-QAM~4096- QAM                                                           |
| 保护间隔             | 不適用             | 1/64 或 1/128                                                              |
| 逆快速傅里叶变换大小 | 不適用             | 4000                                                                       |
| 交错                 | 比特交错           | 比特时间和频率交织                                                         |
| 引导                 | 不適用             | 分散和连续引导                                                             |

## 使用DVB-C的国家
- 阿尔巴尼亚
- 阿根廷
- 亞美尼亞
- 奥地利
- 白俄羅斯
- 比利时
- 巴西
- 保加利亚
- 中国
- 哥伦比亚
- 賽普勒斯
- 捷克
- 丹麦
- 爱沙尼亚
- 芬兰
- 法國
- 德国
- 直布罗陀
- 格陵兰
- 香港
- 匈牙利
- 印度
- 印度尼西亞
- 爱尔兰
- 以色列
- 拉脫維亞
- 黎巴嫩
- 列支敦斯登
- 立陶宛
- 盧森堡
- 北馬其頓
- 馬爾他
- 摩尔多瓦
- 墨西哥
- 蒙特內哥羅
- 尼泊尔
- 荷蘭
- 新西兰
- 挪威
- 巴基斯坦
- 秘魯
- 菲律賓
- 波蘭
- 葡萄牙
- 羅馬尼亞
- 俄羅斯
- 塞爾維亞
- 新加坡
- 斯洛伐克
- 斯洛維尼亞
- 西班牙
- 斯里蘭卡
- 瑞典
- 瑞士
- 臺灣
- 坦桑尼亚
- 泰國
- 土耳其
- 乌克兰
- 英国
- 乌拉圭
- 越南